# 卜兆麟
卜兆麟（？—？），字聖游，一字麒生，顺天固安（今河北省固安县）人。清初官员。

## 生平
明崇祯十五年（1642年），卜兆麟中式壬午科順天鄉試舉人，崇禎十六年（1643年）聯捷癸未科三甲进士。明亡降清，顺治二年（1645年）授直隶获鹿县知县，获准荫及一侄入国子监读书。经推荐保举，调为京官，授兵部主事，历升员外郎，太仆寺少卿。顺治十年（1653年）因任珍案牵连，降三级，调外地任用，补广东市舶提举司提举，升任山东莱州府同知。

## 墓葬
其墓在固安县城南五里。

## 家族
曾祖卜天爵。祖父卜進義。父卜宋儒，生员
长子卜景超，次子卜峻超均为康熙年间进士。孫卜大川為乾隆年間進士。